# 拝真之介
拝 真之介（おがみ しんのすけ、1986年10月24日 - ）は、日本の男性声優。埼玉県出身。AIR AGENCY所属。

## 来歴
アニメが好きだったのと声が特殊だったことから15歳の時に声優になろうと決めた。
松濤アクターズギムナジウム卒業後にAIR AGENCYに所属。

## 人物
趣味は晩酌、ツーリング。特技は柔道。
クリスチャンである。
芸名の名付け親は藤原啓治。

## 出演
太字はメインキャラクター。

### テレビアニメ
2014年
- アイカツ!（監督）
- 戦国BASARA Judge End（武田兵、長宗我部兵、島津兵、大友兵、徳川兵 他）
- FAIRY TAIL（2014年 - 2016年、工長、ハンマー・ララ、巨人、ハンマー祖父）
- RAIL WARS!（男性客、作業員A、ヤクザたち、駅員、主犯 他）
- ログ・ホライズン2（ヴォイネン、暗殺者）

2015年
- うしおととら（武人、法力僧E、作業員E、字伏A、HAMMRガードマン）
- うたわれるもの 偽りの仮面（モズヌ）
- 俺がお嬢様学校に「庶民サンプル」としてゲッツされた件（筋肉部隊、マッチョ）
- GATE 自衛隊 彼の地にて、斯く戦えり（メリザの夫）
- コンクリート・レボルティオ〜超人幻想〜（メガゴン）
- 少年ハリウッド -HOLLY STAGE FOR 50-（犯人）
- 蒼穹のファフナー EXODUS（隊員）
- デス・パレード（刑事D）
- プラスティック・メモリーズ（土器レン）
- ブレイブビーツ（サンタクロース）
- 遊☆戯☆王ARC-V（ゲール、セキュリティ(1)）

2016年
- アクティヴレイド -機動強襲室第八係-（財務大臣）
- カミワザ・ワンダ（2016年 - 2017年、ギガガ、おじさん客、ジャグチミン、八百屋、ビッグミン）
- 牙狼 -紅蓮ノ月-（貴族3、男、庶民の老人）
- 甲鉄城のカバネリ（武士、萬鬼、男性、ウドウ、恙衆）
- ジョーカー・ゲーム（吉野豊上等兵、イギリス海軍士官）
- タイムトラベル少女〜マリ・ワカと8人の科学者たち〜（兵士B）
- タイムボカン24（警官たち）
- だがしかし（王様）
- ダンガンロンパ3 -The End of 希望ヶ峰学園 絶望編（生徒会〈豪力供彦〉、予備学科生）
- DAYS（担任の先生、住職）
- テイルズ オブ ゼスティリア ザ クロス（兵士）
- テラフォーマーズ リベンジ（通信班班長、ウォルフの上司）
- ビッグオーダー（二等兵）
- 僕のヒーローアカデミア（2016年 - 2024年、デステゴロ、虎、警視庁報告官、船員、僧侶ヒーロー 他） - 7シリーズ
- マギ シンドバッドの冒険（役人A）
- マクロスΔ（カシム・エーベルハルト、整備クルーA、男性隊員B、人々）

2017年
- 鬼平（浪人、仁三郎、定八、野次馬、狐火の勇五郎 他）
- 進撃の巨人（2017年 - 2023年、兵士、隊員、メガネ兵、兵団幹部、イェーガー派 他） - 7シリーズ
- 神撃のバハムート VIRGIN SOUL（貴族、上級兵）
- ベイブレードバースト ゴッド（マック）
- 名探偵コナン（2017年 - 2024年、鑑識、黒井佳展、大川洋介）
- クレヨンしんちゃん（2017年 - 2025年、警官、部下A、やきとり屋のおじさん、ボス、マドレーヌ 他）
- バチカン奇跡調査官（サムソン）
- マーベル フューチャー・アベンジャーズ（長老B）
- 魔法陣グルグル（戦士C、タルトン、モンスター）
- 将国のアルタイル（ムラト）
- いぬやしき（医者、夫、ヤクザ、刑事、SAT隊員 他）
- 牙狼〈GARO〉-VANISHING LINE-（2017年 - 2018年、通行人、ギャングA、市民D、警察官、客A 他）
- アイドルマスター SideM（ディレクター）
- 少女終末旅行（イモ）
- Code:Realize 〜創世の姫君〜（ルパンの先生）
- 十二大戦（ボス）
- キノの旅 -the Beautiful World- the Animated Series（大人A）

2018年
- 新幹線変形ロボ シンカリオン（作業員）
- ポプテピピック（謎の声A、観客B、J・カヴィ、組長、田中 他）
- アイドリッシュセブン（タクシー運転手）
- 斉木楠雄のΨ難（木村宅郎、サーカス団員A、安藤、福徳、男性B）
- 銀魂.（黒駒勝男の舎弟、解放軍兵士B）
- 銀河英雄伝説 Die Neue These 邂逅（オペレーター、式武官、将校）
- メガロボクス（チンピラ、シャーク鮫島）
- 蒼天の拳 REGENESIS（紅華会、青幇構成員2、北斗修行僧、武器商人、ジェネシス幹部/赤 他） - 2シリーズ
- レイトン ミステリー探偵社 〜カトリーのナゾトキファイル〜（楽器屋店主、ジェームズ・パシャ、男性スタッフ）
- イナズマイレブン アレスの天秤（2018年 - 2019年、万里長嶺、大御所館、ウー・ロンチ、ザウル・サレンコ） - 2シリーズ
- 重神機パンドーラ（難民）
- ハイスクールD×D HERO（ベルーガ・フールカス）
- おしりたんてい（トカタマ、トカジマ）
- 若おかみは小学生!（TVディレクター、マスコミの皆さん、バスの運転手）
- 天狼 Sirius the Jaeger（陸軍大臣）
- ゾイドワイルド（2018年 - 2019年、Zボーイズ、店主、村人、男、紳士 他）
- Back Street Girls -ゴクドルズ-（刑事）
- 火ノ丸相撲（2018年 - 2019年、生徒、顧問、記者、力士、前田慶次 他）
- ゴールデンカムイ（看守長）
- 宇宙戦艦ティラミスII（艦長、現場監督、鍵業者、オペレーター）
- 叛逆性ミリオンアーサー（鉱夫、パープル、円卓アーサーC）
- からくりサーカス（大家）
- やがて君になる（燈子の父）

2019年
- 約束のネバーランド（2019年 - 2021年、鬼C、鬼、ボス鬼） - 2シリーズ
- W'z《ウィズ》（男性職員、男性若者、奥池翠の父）
- 荒野のコトブキ飛行隊（敵隊長）
- 勇気の花がひらくとき やなせたかしとアンパンマンの物語（店主）
- 盾の勇者の成り上がり（村人）
- ジョジョの奇妙な冒険 黄金の風（ブチャラティの父、神父）
- とある魔術の禁書目録III（ペテロ＝ヨグディス）
- 魔法少女特殊戦あすか（リコ）
- 爆丸バトルプラネット（2019年 - 2020年、ゴーシオン、ベア、パンドクス、タートニアム、リア父 他）
- スター☆トゥインクルプリキュア（調査隊）
- 忍たま乱太郎（2019年 - 2022年、審判、忍者、剣豪、山賊、店子 他）
- ワンパンマン（ザンバイ、ハムキチ）
- 鬼滅の刃
- どろろ（道秀）
- ダンジョンに出会いを求めるのは間違っているだろうかII（獣人）
- 彼方のアストラ（父）
- ゾイドワイルド ZERO（2019年 - 2020年、歩兵D、兵士、作業員、士官、オペレーター 他）
- Fairy gone フェアリーゴーン（カルオー公軍兵士）
- 食戟のソーマ 神ノ皿（紳士）
- ノー・ガンズ・ライフ（2019年 - 2020年、兵士、ティミッド） - 2シリーズ

2020年
- ダーウィンズゲーム（ダンジョウ拳闘倶楽部メンバー、エイスメンバーC）
- ギャルと恐竜（CMナレーション、犯人、店員、恐竜映画男性）
- ハクション大魔王2020（陶芸の先生）
- もっと!まじめにふまじめ かいけつゾロリ（ハンバーガー店 店長）
- 炎炎ノ消防隊 弐ノ章（軍人、役員）
- 恋とプロデューサー〜EVOL×LOVE〜（ディレクター）
- 呪術廻戦（2020年 - 2021年、高専スタッフ、店長、ファン、先輩刑事、校長、寿司屋大将 他）
- ドラえもん（テレビ朝日版第2期）（2020年 - 2022年、TVキャスター、えんま）
- 神様になった日（現場監督）
- ミュークルドリーミー（校長）

2021年
- 無職転生 〜異世界行ったら本気だす〜（人さらいA）
- 回復術士のやり直し（狂牛族）
- ドラゴンクエスト ダイの大冒険 (2020)（ゼシン、兵士）
- Vivy -Fluorite Eye's Song-（舞台監督）
- 七つの大罪 憤怒の審判（裁判長）
- カードファイト!! ヴァンガード overDress（学長）
- 憂国のモリアーティ（スペンサー）
- 月が導く異世界道中（オーク一）
- Sonny Boy（奥尻、生徒）
- 出会って5秒でバトル（シマ）
- 見える子ちゃん（化け物）

2022年
- 名探偵コナン 警察学校編 Wild Police Story（犯人）
- 史上最強の大魔王、村人Aに転生する（ボルガン）
- 転生賢者の異世界ライフ 〜第二の職業を得て、世界最強になりました〜（フラド）
- パズドラ（2022年 - 2025年、オサモン）

2023年
- 冒険大陸 アニアキングダム（シルバ、動物たち）

2024年
- キングダム（金毛）
- 百千さん家のあやかし王子（妖B）
- 終末トレインどこへいく?（ミニ隊員）
- ばいばい、アース（蛍族、剣士）
- 俺は全てを【パリイ】する 〜逆勘違いの世界最強は冒険者になりたい〜（奴隷商人）

### 劇場アニメ
2015年
- 攻殻機動隊 新劇場版（傭兵）

2016年
- ルドルフとイッパイアッテナ（トラックの運転手）
- CYBORG009 CALL OF JUSTICE（アメリカ代表、ガーディアン隊員1 / A / E / I）

2017年
- 映画かいけつゾロリ ZZのひみつ（ピカゴラス）

2018年
- 劇場版マクロスΔ 激情のワルキューレ（カシム・エーベルハルト）
- 劇場版ポケットモンスター みんなの物語（ヘラクロス）
- 若おかみは小学生!

2019年
- 劇場版 ダンジョンに出会いを求めるのは間違っているだろうか -オリオンの矢-（ドワーフ）
- 甲鉄城のカバネリ 海門決戦（玄路兵、海門衆、武士）
- 二ノ国（バウアー・レンデン）

2021年
- 銀魂 THE FINAL（幹部B）
- 劇場版マクロスΔ 絶対LIVE!!!!!!（カシム・エーベルハルト）

2022年
- 名探偵コナン ハロウィンの花嫁（鑑識）
- クレヨンしんちゃん もののけニンジャ珍風伝（先生忍者）

2024年
- 映画ドラえもん のび太の地球交響楽（ニュースキャスター）

2025年
- 映画ドラえもん のび太の絵世界物語（ミノタウロス）
- クレヨンしんちゃん 超華麗!灼熱のカスカベダンサーズ

### OVA
- 岸辺露伴は動かない エピソード#02 六壁坂（2018年、楠宝子の父[17]） - コミックス第2巻アニメDVD同梱版
- ガールズ&パンツァー 最終章（2019年、河嶋の父[18]）

### Webアニメ
2010年代
- ニンジャスレイヤー フロムアニメイシヨン（2015年、ナッツクラッカー）
- ホイッスル!（ボイスリメイク版）（2016年、和尚）
- クレヨンしんちゃん外伝 お・お・お・のしんのすけ（2017年、不景鬼B)
- できるかな（2017年、島本慶、むぎちゃん、自衛隊員）
- ソードガイ The Animation（2018年、盗掘者b、謎の顔C、刀工、船長、幹部C）
- ベイブレードバースト ガチ（2019年、師範代、レポーターD）
- 斉木楠雄のΨ難 Ψ始動編（2019年、カタヤ）

2020年代
- 爆丸アーマードアライアンス（2020年 - 2021年、ゴーシオン、若夫婦の夫、パンドックス、隊員1、ブローラー4、Mr.ゴールド）
- 爆丸ジオガンライジング（2021年 - 2022年、ハイニクス、ニンジャトン）
- 雪ほどきし二藍（2022年、男、ガブリアス）
- 爆丸エボリューションズ（2022年、パンドクス、ゴーシオン、ノッケンハマー）
- 爆丸レジェンズ（2023年、ラモーン）

### ゲーム
2013年
- 蒼穹のスカイガレオン（トール、ヌァザ、オモイカネ、ヤクサノイカヅチ、アメノミナカヌシ、タルタロス）

2014年
- 戦場の円舞曲（イルダス）

2015年
- ヴァリアントナイツ（エルヴィン＝クライス）
- うたわれるもの 偽りの仮面（モズヌ）
- 白猫プロジェクト（ヨーゼフ、ヴィンセント・サビーノ）
- 雷子（曹操）

2016年
- 逆転裁判6
- クイズRPG 魔法使いと黒猫のウィズ（2016年 - 2018年、セルジオ・ムニョス、エルダー、ガウェイン）
- グランブルーファンタジー（2016年 - 2021年、バクラ）
- 三国志ものがたり（曹仁、韓当）
- ストリートファイターV（ピーター〈警官C〉）
- マクロスΔスクランブル（カシム・エーベルハルト）
- 名探偵ピカチュウ 〜新コンビ誕生〜
- 勇者死す。（エドワード）

2017年
- キャプテン翼 〜たたかえドリームチーム〜（ザンギエフ）
- 真・女神転生 DEEP STRANGE JOURNEY（アスラ）
- 消滅都市2（ギンガ）
- デウスエクス マンカインド・ディバイデッド

2018年
- 銀魂乱舞（夜兎）
- D×2 真・女神転生 リベレーション
- モンスターハンター：ワールド（技術班リーダー）
- 名探偵ピカチュウ
- うたわれるもの斬 / 2（2018年 - 2021年、モズヌ） - 2作品

2019年
- LOST:SMILE memories + promises（与那嶺利夫）

2020年
- ビルシャナ戦姫 〜源平飛花夢想〜（藤原秀衡）
- ドカポンUP! 夢幻のルーレット（モズヌ）

2021年
- ウマ娘 プリティーダービー
- ファイアーエムブレム ヒーローズ（2021年 - 2022年、ゴンザレス、フォルカ）

2022年
- 夢職人と忘れじの黒い妖精（ヴェルク）
- Dreamin'Her -僕は、彼女の夢を見る。-（海老原先生）
- タクティクスオウガ リボーン
- 幻獣契約クリプトラクト（エイデン）
- 原神（エデ、コロタールアルベリヒ）

2023年
- ドラゴンクエストX 眠れる勇者と導きの盟友 オフライン（ベルムド王）
- インフィニティ ストラッシュ ドラゴンクエスト ダイの大冒険（ゼシン）

2024年
- グランブルーファンタジー リリンク
- デッドライジング デラックスリマスター

2025年
- モンスターストライク（マンモニアス）

### ドラマCD
- ニンジャスレイヤー キョート・ヘル・オン・アース（上）（ナッツクラッカー[46]）
- 薔薇王の葬列 月刊プリンセス 2016年2月号付録
- 誘惑者の恋（ハーリム）
- 幼女戦記 第3巻

### 吹き替え

#### 映画
- アイアンクラッド・ブラッドウォー（ギルバート）
- アイヒマン・ショー/歴史を映した男たち（ランドール報道官）
- アクアマン（アトラン兵長[47]）
- 暗殺（カン・イングク）
- AIR/エアー
- 帰ってきたヒトラー
- クローズド・サーキット（法務長官）
- グローリー/明日への行進
- ゴールデン・ジョブ（親父〈エリック・ツァン〉[48]）
- 高慢と偏見とゾンビ
- ザ・アウトロー（マック・ギャンブル〈クーパー・アンドリュース〉
- サウスポー
- ザ・キング（キム・ウンス）
- ジェミニマン（ボート・オーナー[49]）
- シカゴ7裁判（デヴィッド・デリンジャー〈ジョン・キャロル・リンチ〉）
- ジャッジメント・フライ（モス大尉）
- 13の選択（チルコート）
- ジョーカー（救急隊員1[50]）
- ジョン・ウィック:パラベラム（アーネスト〈ボバン・マリヤノヴィッチ〉[51]）
- ゾンビ・サファリパーク（アーチャー〈ダグレイ・スコット〉）
- タイム・ハンターズ 19世紀の海賊と謎の古文書（謎の男）
- 追憶の森
- TENET テネット（ボルコフ〈ユーリー・コロコリニコフ〉[52]）
- ドラゴン・クロニクル 妖魔塔の伝説（ワン・カイシュエン）
- ナイト・オブ・シャドー 魔法拳（ピピ[53]）
- ナイト ミュージアム/エジプト王の秘密（ネアンデルタール人1）
- ニンジャ・アベンジャーズ（ヒロシ）
- ハイエナ・ロード（ヒッキー）
- バッド・アス マッド・リベンジ
- バンブルビー（ショックウェーブ[54]）
- プライベート・ウォー（ショーン・ライアン〈トム・ホランダー〉）
- FLINT 〜フリント・無敵の男〜 前・後編（オレグ署長）
- ブルーに生まれついて（ディジー・ガレスピー〈ケヴィン・ハンチャード〉）
- フレンチ・コネクション 史上最強の麻薬戦争（シモン）
- マーベル・シネマティック・ユニバース
  - スパイダーマン:ホームカミング（ランディ〈クリストファー・ベリー〉[55]）
  - スパイダーマン:ファー・フロム・ホーム（フーリガン2[56]）
  - スパイダーマン:ノー・ウェイ・ホーム（パット・キアナン[57]）
- Merry Christmas! 〜ロンドンに奇跡を起こした男〜（パイ売り男性）
- モータルコンバット（シャン・ツン〈チン・ハン〉[58]）
- モービウス[59]
- UNIT7 ユニット7/麻薬取締第七班（アマドール）
- ラン・オールナイト
- レイルロード・タイガー（イーフォン）

#### ドラマ
- アナザー・ライフ（バーニー）
- アフェア2 情事の行方
- エクソシスト（ベネット神父〈カート・イジアワン〉）
- エレメンタリー4 ホームズ&ワトソン in NY
- オレンジ・イズ・ニュー・ブラック（ピスカテラ）
- キャッスル 〜ミステリー作家は事件がお好き シーズン5
- GOTHAM/ゴッサム シーズン3（フランク・ゴードン〈ジェームズ・レマー〉）
- ザ・ファイブ -残されたDNA-
- ザ・ブリッジ〜国境に潜む闇（ファウスト）
- サンズ・オブ・アナーキー（フィリップ・“チブス”・テルフォード〈トミー・フラナガン〉）
- 私立探偵マグナム（セバスチャン・ヌーゾ〈ドメニク・ランバルドッツィ〉）
- ストライクバック4:ラストミッション
- トランスポーター ザ・シリーズ ニューミッション（タルコニ警部〈フランソワ・ベルレアン〉）
- PERSON of INTEREST 犯罪予知ユニット シーズン5
- ピウス13世 美しき異端児
- 弁護士ビリー・マクブライド（レナード）
- BONES シーズン11
- マーベル・シネマティック・ユニバース
  - ワンダヴィジョン
  - ファルコン&ウィンター・ソルジャー
- MR. ROBOT/ミスター・ロボット シーズン2
- LAW & ORDER:UK

#### アニメ
- ブック・オブ・ライフ 〜マノロの数奇な冒険〜（2015年、カルメロ）
- レゴニンジャゴー ザ・ムービー（2017年）
- スポンジ・ボブ（2017年 - 、バブルバス〈4代目〉、トナカイ）
- バーフバリ 失われた伝説（2018年、モハン[60]）
- ミラキュラス レディバグ&シャノワール（2018年 - 、ロジャー / ロジャーコップ、ダモクレス校長 / ダーク・オウル、飼育員 / アニマン、ワン・チェン・シフ / カン・フード、オーティス、フィースト、ゲームの声）
- ロイヤルコーギー レックスの大冒険（2019年、チーフ[61]）
- おちゃめなシモン（2019年、インストラクター[62]）
- ミラキュラス・ワールド ニューヨーク ユナイテッド・ヒーローズ（2021年）
- ミラキュラス・ワールド 上海 レジェンド・オブ・レディドラゴン（2021年）
- スター・ウォーズ：テイルズ・オブ・ジェダイ（2022年、ラリク）

### ラジオ
- あずべあ!! 第54回（井上遥乃と共にゲスト出演 / 音泉：2015年4月21日)

### ナレーション
- ジャガーPV

### ボイスオーバー
- ぶっこみジャパニーズ3、5

### 実写
- クロンチャンネル『雷子』 ＃1 （ゲスト出演/YouTube：2015年1月21日）
- ニンジャスレイヤー フロムネットテレビジヨン 第10回 （ゲスト出演/ニコニコ生放送：2015年8月27日）
- ヴァリアントナイツ生放送〜バリナマ声優降臨編〜 7章 （ゲスト出演/ニコニコ生放送：2015年12月2日）

### デジタルコミック
- 怪談イズデッド（2015年、恐怖の十三怪談[63][64]）
- 鍋に弾丸を受けながら（2022年、メンドーサ[65]）
- レッドフード（2021年、村長[66]）

### その他コンテンツ
- 人形劇 Thunderbolt Fantasy 東離劍遊紀2（2018年、伯陽侯[67]）
  - 人形劇 Thunderbolt Fantasy 東離劍遊紀4（2024年、伯陽侯）

### シリーズ一覧
1. ↑  第1期（2016年）、第2期（2017年）、第3期（2018年）、第4期（2020年）、第5期（2021年）、第6期（2022年 - 2023年）、第7期（2024年）
2. ↑  Season 2（2017年）、Season 3 Part 1（2018年）、Season 3 Part 2（2019年）、The Final Season Part 1（2021年）、The Final Season Part 2（2022年）、The Final Season 完結編（前編）（2023年）、The Final Season 完結編（後編）（2023年）
3. ↑  第1期（2018年）、第2期（2018年）
4. ↑  『アレスの天秤』（2018年）、続編『オリオンの刻印』（2019年）
5. ↑  第1期（2019年）、第2期（2021年）
6. ↑  第1期（2019年）、第2期（2020年）